# Ринкувка
Ринкувка (пол. Rynkówka, нім. Rinkowken) — село в Польщі, у гміні Сментово-Ґранічне Староґардського повіту Поморського воєводства.
Населення — 261 особа (2011).

## Демографія
Демографічна структура станом на 31 березня 2011 року:
|          | Загалом | Допрацездатний вік | Працездатний вік | Постпрацездатний вік |
| -------- | ------- | ------------------ | ---------------- | -------------------- |
| Чоловіки | 123     | 23                 | 87               | 13                   |
| Жінки    | 138     | 38                 | 76               | 24                   |
| Разом    | 261     | 61                 | 163              | 37                   |